# Dan-Virgil Voiculescu
Pour l’article homonyme, voir Dan Voiculescu.
Dan-Virgil Voiculescu est un mathématicien roumain né en 1949. Il a travaillé sur les algèbres de von Neumann, sur la théorie des opérateurs et sur la K-théorie. Il a aussi développé la théorie des probabilités libres.

## Biographie
Voiculescu fait ses études à l'université de Bucarest. Il enseigne et fait sa recherche à l'université de 1972 à 1973. Il rejoint ensuite l'Institut de mathématiques de l'Académie roumaine de 1973 à 1975 et enfin l'INCREST. Il obtient son doctorat en 1977 avec une thèse sur la quasitriangularité en théorie des opérateurs effectuée sous la direction de Ciprian Foiaș. En 1986, Voiculescu se rend à Berkeley pour le Congrès international des mathématiciens et reste en Californie après le congrès. Il est nommé professeur à l'université de Californie à Berkeley en 1987.
En 2004, Voiculescu obtient le prix de mathématiques de la National Academy of Sciences pour son travail sur les probabilités libres. Il est élu à la NAS en 2006.
Il a fourni une démonstration de l’inégalité de Shannon-Stam au moyen de l’inégalité de Brunn-Minkowski.